# Walther Pauer
Walther Pauer (ur. 1 kwietnia 1887 w Ratyzbonie, zm. 20 listopada 1971 w Dreźnie) – niemiecki fizyk specjalizujący się w termodynamice.

## Życiorys
Walther Pauer urodził się jako syn Friedricha Pauera i Betty Kempf, właścicieli garbarni. Między 1907 a 1911 studiował termodynamikę na Uniwersytecie Technicznym w Monachium. Od 1913 na Uniwersytecie Technicznym w Dreźnie, gdzie był asystentem Adolfa Nägela. Uczęszczał też na wykłady Richarda Molliera.
Od 1924 zarządzał elektrociepłownią uniwersytecką, która w 2004 zyskała jego imię.
Walczył w I wojnie światowej. Trafił do francuskiej niewoli. Od 1920 trafił z powrotem do Drezna, gdzie kontynuował pracę naukową. W tym samym roku uzyskał tytuł doktora. Rok później, habilitację. Od 1921 wykładał termodynamikę na Uniwersytecie Technicznym w Dreźnie jako adiunkt. W 1933 został profesorem tej uczelni i dyrektorem instytutu termodynamiki i inżynierii cieplnej. W listopadzie 1933 wraz z innymi naukowcami poparł Hitlera.
Po zakończeniu II wojny światowej pracował w Związku Radzieckim. W 1952 wrócił na Uniwersytet Techniczny w Dreźnie, gdzie do emerytury w 1958 kierował instytutem termodynamiki. Od 1955 był członkiem akademii nauk. W 1957 otrzymał brązowy order zasługi Niemieckiej Republiki Demokratycznej.
Zmarł w Dreźnie w 1971. Pochowany na cmentarzu Plauen.